# Aenictogiton sulcatus
Aenictogiton sulcatus är en myrart som beskrevs av Santschi 1919. Aenictogiton sulcatus ingår i släktet Aenictogiton och familjen myror. Inga underarter finns listade i Catalogue of Life.